# Diplycosia lavandulifolia
Diplycosia lavandulifolia är en ljungväxtart som beskrevs av Herman Otto Sleumer. Diplycosia lavandulifolia ingår i släktet Diplycosia och familjen ljungväxter. Inga underarter finns listade i Catalogue of Life.